# 船橋市立古和釜小学校
船橋市立古和釜小学校（ふなばししりつ こわがましょうがっこう）は、千葉県船橋市松が丘三丁目にある公立小学校。校章は「古和釜」の文字を鳩の形に当てはめたものである。

## 所在
- 千葉県船橋市松が丘三丁目42番1号

## 校舎
上から見ると鳩の形になっており、3階建て。

## 沿革
- 1968年（昭和43年）4月5日 - 開校。

## 交通
- 京成松戸線高根木戸駅より徒歩13分

## 部活動
- ミニバスケットボール部
- 吹奏楽部
- サッカー部

吹奏楽部は活動が盛んで、吹奏楽コンクールで優秀な成績を収めている。

## 出身者
- 小宮山尊信（元プロサッカー選手）
- 長岡秀樹（プロ野球選手）
- 西川僚祐（プロ野球選手）